# Леаваса, Поту
Маило Потумоэ Леаваса (англ. Mailo Potumoe Leavasa), также известный как Поту Леаваса (англ. Potu Leavasa, родился 27 ноября 1971 в Апиа) — самоанский регбист, выступавший на позиции лока.

## Игровая карьера
В первенстве провинций Новой Зеландии выступал за команды «Хокс-Бей», «Сентрал Вайкингс» и «Нортленд». После успешного сезона Национального чемпионата провинций 1996 года был включён в состав клуба «Харрикейнз» в Супер 12, однако единственную игру провёл в 1997 году в рамках 2-го тура Супер 12 против «Крусейдерс».
29 мая 1993 года дебютировал за сборную Самоа в игре против Тонга в Нукуалофа. На чемпионате мира 1995 года сыграл три матча. Участник турне 1996 года в составе сборной Самоа по Великобритании. Последнюю игру провёл 6 июля 2002 года против ЮАР.

## Тренерская карьера
С 2016 года работает в тренерском штабе второй сборной Самоа, готовит её к матчам в рамках Американского тихоокеанского вызова. Занимает пост тренера нападающих при Брайане Лиме как главе тренерского штаба.

## Личная жизнь
Сын — Поту Леаваса-младший (р. 1996), также регбист, играет на позиции лока за вторую сборную Самоа. Проходил обучение в академии «Мельбурн Ребелс» и был на просмотре в австралийском клубе Нового Южного Уэльса «Уорринга Рэтс».
В 1997 году Леаваса-старший проходил подозреваемым по делу об изнасиловании женщины в Дурбане, совершённом кем-то из игроков «Харрикейнз».